# Banjarsari (Pangalengan)
Banjarsari is een bestuurslaag in het regentschap Bandung van de provincie West-Java, Indonesië. Banjarsari telt 5498 inwoners (volkstelling 2010).